# Marko Brajovic
Marko Brajovic (Podgorica, 1973) é arquiteto e designer Croata naturalizado Brasileiro. Graduado em Arquitetura pela Universidade de Arquitetura de Veneza (IUAV), Mestre em Artes Digitais no Institut Universitari de l'Audiovisual da Pompeu Fabra (IUA-UPF), Mestre em Arquitetura Genética pela Universidad Internacional de Catalunya (ESARQ - UIC) de Barcelona e Doutorando em Arquitetura Genética pela Universidad Internacional de Catalunya (ESARQ - UIC), Barcelona. 
Marko vive no Brasil desde 2006 onde se dedica a implementar conceitos da arquitetura e design inspirados pela natureza (biomimética), educação experimental, criação de espaços interativos multi-sensoriais, direção criativa e curadoria de exposições. Com pesquisa em morfogênese orgânica e fenomenológica das formas, inspirado na natureza como tecnologia e conhecimento ancestral, Marko Brajovic é fundador e Diretor Criativo do Atelier Marko Brajovic, escritório multidisciplinar de arquitetura, masterplan e design com sede em São Paulo, Brasil.
Junto a sua equipe criativa desenvolvem projetos internacionais para grandes marcas apresentados e instalados em Miami, Munique, Hong Kong, Madrid, Dubai, Aixi, Xangai, Ubud, Milão, Buenos Aires, Melbourne, Barcelona, Rio de Janeiro e São Paulo.
Marko Brajovic também é co-diretor da Architectural Visiting School Amazon e fundador da plataforma Design by Nature, programas avançados de P&D na Mata Atlântica e Amazônica.

## Atelier Marko Brajovic
A ideia do híbrido é fundamental nos trabalhos de Atelier Marko Brajovic, fundado em 2006, com sede em São Paulo.
Para o desenvolvimento de seus projetos, as pesquisas e desenvolvimento do processo criativo acontecem em três sistemáticas áreas principais: Estudo comportamental (como as pessoas agem), Fenomenologia (como a física age) e Biomimética (como a natureza viva age).
Este conceito permeia todas as áreas, formatos e estéticas e ganha forma em espaços e objetos que comunicam marcas e valores por meio de experiências multi-sensoriais e imersivas.
Entre seus principais clientes estão Natura, Coca-Cola, Nike, Hermes, Nações Unidas, Camper, CCBB, Google, Faena Group, VISA, UBS, Kitchen Aid, Oi, MIS, Samsung, Everstone, APEX, Uniflex, Editora Globo, Abril, Lacoste, KLM, SESC, Electrolux, Foundation Princ Albert II, Mitsubishi, SPFW e Bertolucci.

## Expo Milão 2015
O pavilhão do Brasil para a Expo Universal 2015 é resultado da parceria entre o Atelier Marko Brajovic e Studio Arthur Casas  com profissionais de diversas áreas que, juntos, buscaram criar uma proposta capaz de transcender as barreiras entre arquitetura, expografia, evento e conteúdo para transmitir uma imagem contemporânea do país, sob o tema “Brasil: alimentando o mundo com soluções”.
Fórum tradicional de diálogo entre os povos, as exposições universais têm deixado heranças que vão desde ícones de seu tempo, a exemplo da Torre Eiffel, até questionamentos extremamente relevantes sobre a cooperação internacional nas mais diversas áreas. 
O pavilhão do Brasil na Expo Milão 2015 almejou trazer novos elementos para a tradicional participação nacional nesse tipo de evento. Com olhos no futuro, buscou demonstrar que o Brasil logrou excelência em uma das áreas cruciais para a humanidade, a agricultura, em permanente movimento para criar novos paradigmas no relacionamento de sua sociedade com a natureza, em simbiose transformadora capaz de traçar novas estratégias para o país. Mais que marcar a presença dentre tantas outras nações, o pavilhão brasileiro almejou inspirar curiosidade e engendrar novos relacionamentos para além dos seis meses do evento, demonstrando ser possível concretizar utopias e inspirar soluções que, como o tema da Expo 2015, alimentem o planeta e tragam energia à vida.
O projeto ganhou notoriedade nos principais veículos nacionais e internacionais, além de prêmios como o World Architecture Festival 2015.

## Projetos em Destaque
- 2022-2023: Escolas Comunitárias do Rio Negro, Amazônia, Brasil
- 2022: "Portal Natura" no Rock in Rio 2022, Rio de Janeiro, Brasil
- 2021: "Amphibious: vivendo entre a água e a terra na Amazônia", 17ª Mostra Internacional de Arquitetura da Bienal de Veneza, Veneza, Itália
- 2020: "Casa Macaco" Paraty, Brasil
- 2016: “Parada Coca-Cola”, Rio de Janeiro, Brasil[4]
- 2015: “ARCA”, House, Paraty, Brasil.[5]
- 2015” Pavilhão do Brasil - EXPO Milão 2015”, em co-autoria com Studio Arthur Casas, Milão, Itália.[6]
- 2015: “Uma Longa Jornada”, Nações Unidas (UNRWA), Museu Nacional do C. Cultural da Republica, Brasilia e São Paulo, Brasil.[7]
- 2014: “São Paulo Fashion Week”, São Paulo, Brasil.[8]
- 2014: “Camper Together Store”, Melbourne, Australia.[9]
- 2013: ”David Bowie”, Museu da Imagem e do Som, São Paulo, Brazil.[10]
- 2013: "Stanley Kubrick", Museu da Imagem e do Som, São Paulo, Brasil.[11]
- 2012. “Google Creative SandBox 2012”, Porão das Artes - Bienal Ibirapuera, São Paulo, Brasil.

## Prêmios Internacionais
1. IF Award 2016 - ARCA - Categoria Arquitetura/ Residências [12]
2. IF Award 2016 - Pavilhão Brasil EXPO Milão 2015 - Categoria Espaços Expositivos [13]
3. World Architecture Festival 2015 - Pavilhão Brasil EXPO Milão 2015 - Categoria Espaços Expositivos[3]
4. IF Gold Award 2015 - CAMPER Melbourne - Categoria: lojas[14]